# Fontaine-Étoupefour

Fontaine-Étoupefour este o comună în departamentul Calvados, Franța. În 1 ianuarie 2022 avea o populație de 2.812 de locuitori.